# Al Haig
Al Haig (rodným jménem Alan Warren Haig; 19. července 1922 Newark, New Jersey – 16. listopadu 1982 New York CIty, New York) byl americký jazzový klavírista. Začínal v roce 1945 v kapele Dizzy Gillespieho, ze které odešel v následujícím roce. V letech 1948–1950 hrál s Charlie Parkerem a následně se Stanem Getzem. V následujících letech působil převážně jako leader kapely a spolupracoval i s dalšími hudebníky, mezi které patří Miles Davis, Phil Woods nebo Lee Konitz. Zemřel na infarkt ve svých šedesáti letech.